# Érico IV da Dinamarca
Érico IV (em dinamarquês: Erik Plovpenning; c. 1216 — 10 de agosto de 1250) foi o Rei da Dinamarca de 1241 até sua morte. Era filho do rei Valdemar II e sua esposa Berengária de Portugal, sendo irmão dos reis Abel e Cristóvão I.